# Stockerau
Stockerau ist eine Stadt im Bezirk Korneuburg in Niederösterreich. Mit 17.210 Einwohnern (Stand 1. Jänner 2025) ist sie die größte Stadt des Weinviertels.
Der Name Stockerau leitet sich angeblich aus der Zusammensetzung Stocker-Au ab: die Au der Holzfäller. Die Stockerauer Au – der Flusswald zwischen der Stadt und der Donau – ist heute noch ein wichtiges Erholungsgebiet für die Stockerauer, auch wenn durch den Bau des Donaukraftwerks Greifenstein merkliche Eingriffe in Landschaft und Ökosystem stattgefunden haben. Das Gebiet steht seit 1994 unter Naturschutz.
Stockerau wird auch „Lenaustadt“ genannt, da der Dichter Nikolaus Lenau in seiner Jugend hier oft Zeit bei seinen Großeltern verbracht hat.

## Geografie
Stockerau ist die größte Stadt im Weinviertel und liegt 25 km nordwestlich von Wien am Nordrand des Tullner Beckens, nur wenige Kilometer von der Donau entfernt.

### Gemeindegliederung
Das Gemeindegebiet umfasst folgende drei Ortschaften (Einwohnerzahl Stand 1. Jänner 2025):
- Oberzögersdorf (402) samt Zögernsee
- Stockerau (16.405) samt In der Au und Leitzersbrunnerfeld
- Unterzögersdorf (403)

Die Gemeinde besteht aus den Katastralgemeinden Oberzögersdorf, Stockerau und Unterzögersdorf.

### Nachbargemeinden
| Sierndorf  |                                             | Leitzersdorf |
| Hausleiten | Kompassrose, die auf Nachbargemeinden zeigt | Spillern     |
|            | St. Andrä-Wördern (Bez. Tulln)              |              |

## Geschichte

### Ur- und Frühgeschichte
Vereinzelte Streufunde aus der Jungsteinzeit, darunter eine Steinaxt mit Lochschäftung, stellen die bis dato ältesten Nachweise einer Besiedelung im Stockerauer Raum dar. Für nachfolgende Perioden ist im Mündungsbereich zwischen Göllersbach und Senningbach, wo auch heute das Stadtgebiet von Stockerau liegt, spätestens ab der Bronzezeit bzw. der darauffolgenden Älteren Eisenzeit (Hallstattzeit) von einer intensiveren Besiedelung auszugehen. Diese Ansiedelungen überdauerten z. T. bis in die Römische Kaiserzeit. Von besonderer Bedeutung für die Urgeschichte Stockeraus ist der Tumulus (Löwenberg) von Unterzögersdorf, ein hallstattzeitlicher Grabhügel, der bereits 1873 ausgegraben wurde.
Aus der Völkerwanderungszeit ist ein germanisches Gräberfeld des ausgehenden 5. Jahrhunderts bekannt, das im Zuge von Rettungsgrabungen in den Jahren 2021 und 2022 im Ortszentrum von Stockerau (in der Nähe zum „Scharfen Eck“) gefunden wurde. Neben dem Fund einer sogenannten Donarskeule (ein vermutlich heidnisches Amulett) sind vor allem zwei feuervergoldete Bügelfibeln besonders hervorzuheben, die in einem noch ungestörten Grab einer bestatteten Frau mittleren Alters gefunden wurden. Sämtliche Funde aus diesen Grabungen wurden im August 2023 dem Bezirksmuseum Stockerau übergeben.

### Mittelalter und Neuzeit

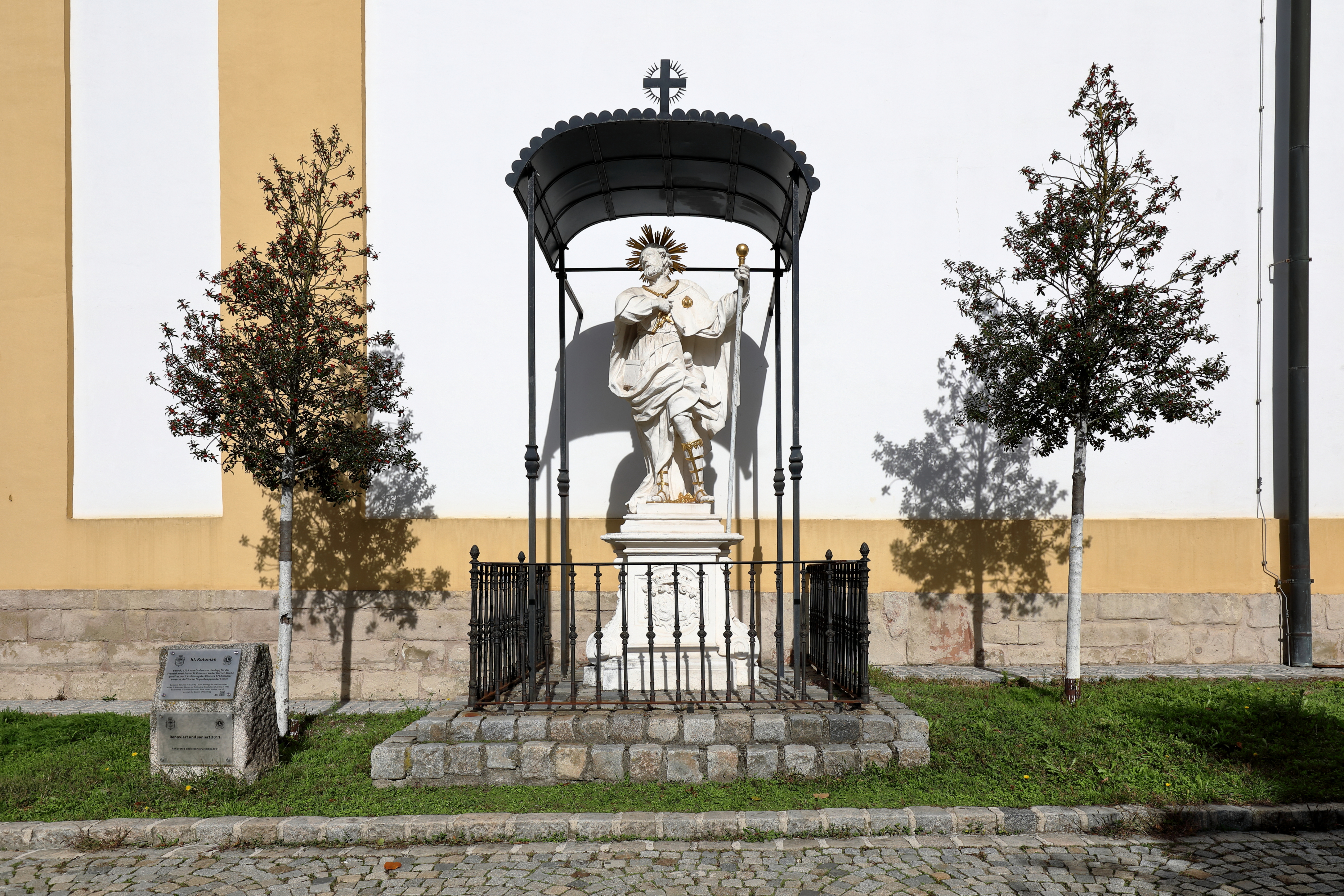
Statue des hl. Koloman bei der Stadtpfarrkirche, der Patron der Städte Stockerau und Melk ist

1012 wurde Stockerau in Zusammenhang mit dem Heiligen Koloman erstmals urkundlich als „Stoccaerouwe“ erwähnt. Koloman war ein irischer Wandermönch, der von den Stockerauern getötet wurde, da sie seine Sprache nicht verstanden und ihn für einen Spion hielten. Als der morsche Baum, an dem er erhängt wurde, wieder zu sprießen begann, spätestens aber, als sein Grab bei einer Überschwemmung wie durch ein Wunder verschont blieb, war man überzeugt davon, dass man es hier mit jemandem zu tun hatte, der offenbar in Gottes Gnade stand. Der Holunderstrauch, an dem Koloman angeblich erhängt wurde, wächst heute noch an der Rückwand des Klosters der Steyler Missionsschwestern St. Koloman, des so genannten „Klösterls“.

Stockerau (Mitte unten) und Umgebung um 1873 (Aufnahmeblatt der Landesaufnahme)

1014 erfolgte die Gründung der Pfarre Stockerau. Am 5. April 1465  erhielt Stockerau von Kaiser Friedrich III. das Marktrecht verliehen. 1514 bekam die Marktgemeinde von Maximilian I. Wappen und Siegel als Zeichen besonderer kaiserlicher Gunst. Das Wappen zeigt auf rot-weiß-rotem Hintergrund einen jungen Baum, der aus einem morschen Baumstumpf herauswächst, eine Erinnerung an den Heiligen Koloman, aber auch an die „Stocker“ als Gründer von Stockerau. Zu Beginn des 17. Jahrhunderts erhielt Lukas II. von Eberl das kaiserliche Postmeisteramt zu Stockerau, das in weiterer Folge in der Familie Eberl erblich wurde.
Zwischen 1722 und 1726 erfolgte der Bau des 88 m hohen Kirchturms (höchster Kirchturm Niederösterreichs). 1738 bis 1740 entstand das Rathaus. Der Dichter Nikolaus Lenau lebt von 1818 bis 1822 in Stockerau und beginnt hier zu dichten.
1841 wurde die dritte Bahnlinie Österreichs von Wien-Jedlesee nach Stockerau eröffnet. Auf dieser Linie verkehren heute die Schnellbahnzüge nach Wien. Durch den Bau der Bahnlinie konnte die lokale Industrie sich stark entwickeln. Eine Reihe von Unternehmen erbauten ihre Fabriken in der Gegend, unter anderem für Textilien, Kerzen, Seifen, Parfums, Nahrungsmittel, Leder, Chemie und Maschinen usw. Ein bedeutendes Unternehmen ist Jos. Stefsky, Posamentier- und Schnürwaren-Fabrik und k.u.k. Hoflieferant. Am 29. August 1893 wurde Stockerau von Kaiser Franz Joseph I. zur Stadt erhoben.
1945 wurde auf dem Friedhof von Stockerau ein sowjetischer Soldatenfriedhof angelegt, der mit Umbettungen bis 1957 in drei Massen- und 28 Einzelgräbern mit sowjetischen Militärangehörigen belegt wurde.
1962 war die Eröffnung der Schnellbahnverbindung Wien – Stockerau. 1964 begannen die Stockerauer Festspiele mit Jean Anouilhs „Jeanne oder die Lerche“. 1966 war die Eröffnung des Erholungszentrums.
Am 1. Jänner 1975 erfolgte die Eingemeindung von Oberzögersdorf.
Die Stockerauer Au wurde 1994 zum Naturschutzgebiet erklärt. 2006 trat Stockerau dem Regionalentwicklungsverein 10 vor Wien bei.

### Name der Stadtgemeinde
- 1012: Stoccaerouwe erste urkundliche Nennung
- 1070: Stockarawe Nennung in den Annalen von Niederaltaich
- 1122: Stocchaeroaw in den Melker Annalen
- 1230: Stokkerowe in einer Heiligenkreuzer Urkunde
- 1327: Stockherau in einer Urkunde Friedrichs des Schönen
- 1465: Stockherau in der Markterhebungsurkunde Kaiser Friedrichs III.
- 1514: Stockheraw in der Wappenverleihungsurkunde Kaiser Maximilians I.
- 1517: Stockerau in der Urkunde über die Verleihung des Michaelimarktes

### Bevölkerungsentwicklung
| Stockerau: Einwohnerzahlen von 1869 bis 2025        | Stockerau: Einwohnerzahlen von 1869 bis 2025 | Stockerau: Einwohnerzahlen von 1869 bis 2025 | Stockerau: Einwohnerzahlen von 1869 bis 2025 | Stockerau: Einwohnerzahlen von 1869 bis 2025 |
| --------------------------------------------------- | -------------------------------------------- | -------------------------------------------- | -------------------------------------------- | -------------------------------------------- |
| Jahr                                                |                                              |                                              |                                              | Einwohner                                    |
| 1869                                                | 1869                                         |                                              | 7.868                                        | 7.868                                        |
| 1880                                                | 1880                                         |                                              | 8.051                                        | 8.051                                        |
| 1890                                                | 1890                                         |                                              | 8.584                                        | 8.584                                        |
| 1900                                                | 1900                                         |                                              | 10.410                                       | 10.410                                       |
| 1910                                                | 1910                                         |                                              | 11.958                                       | 11.958                                       |
| 1923                                                | 1923                                         |                                              | 11.339                                       | 11.339                                       |
| 1934                                                | 1934                                         |                                              | 11.526                                       | 11.526                                       |
| 1939                                                | 1939                                         |                                              | 13.924                                       | 13.924                                       |
| 1951                                                | 1951                                         |                                              | 11.336                                       | 11.336                                       |
| 1961                                                | 1961                                         |                                              | 11.996                                       | 11.996                                       |
| 1971                                                | 1971                                         |                                              | 12.852                                       | 12.852                                       |
| 1981                                                | 1981                                         |                                              | 12.679                                       | 12.679                                       |
| 1991                                                | 1991                                         |                                              | 13.608                                       | 13.608                                       |
| 2001                                                | 2001                                         |                                              | 14.452                                       | 14.452                                       |
| 2011                                                | 2011                                         |                                              | 15.624                                       | 15.624                                       |
| 2021                                                | 2021                                         |                                              | 16.764                                       | 16.764                                       |
| 2025                                                | 2025                                         |                                              | 17.210                                       | 17.210                                       |
| Quelle(n): Statistik Austria, Gebietsstand 1.1.2021 |                                              |                                              |                                              |                                              |

Die Bevölkerung Stockeraus hat seit der zweiten Hälfte des 19. Jahrhunderts fast ununterbrochen zugenommen. Eine markante Abnahme der Bevölkerung gab es lediglich von 1939 bis 1951.
Auch seit der vorletzten Volkszählung im Jahr 1991 hat die Bevölkerung um 6,2 Prozent zugenommen, was auf die positive Wanderungsbilanz (+8,1 %) zurückzuführen war, während die Geburtenbilanz negativ war (−1,9 %). Auch in den Jahren 2001 bis 2011 war die Geburtenbilanz mit −478 negativ. Die Wanderungsbilanz mit +1.650 konnte dies jedoch mehr als ausgleichen. Stockerau zählt zum sogenannten Speckgürtel im Wiener Umland.

### Religionen
Die Mehrheit der Einwohner Stockeraus (72,5 %) ist römisch-katholisch. Evangelisch sind 3,8 %, orthodox 1,2 %. Zum Islam bekennen sich 3,6 %. 15,8 % sind ohne religiöses Bekenntnis.

## Kultur und Sehenswürdigkeiten

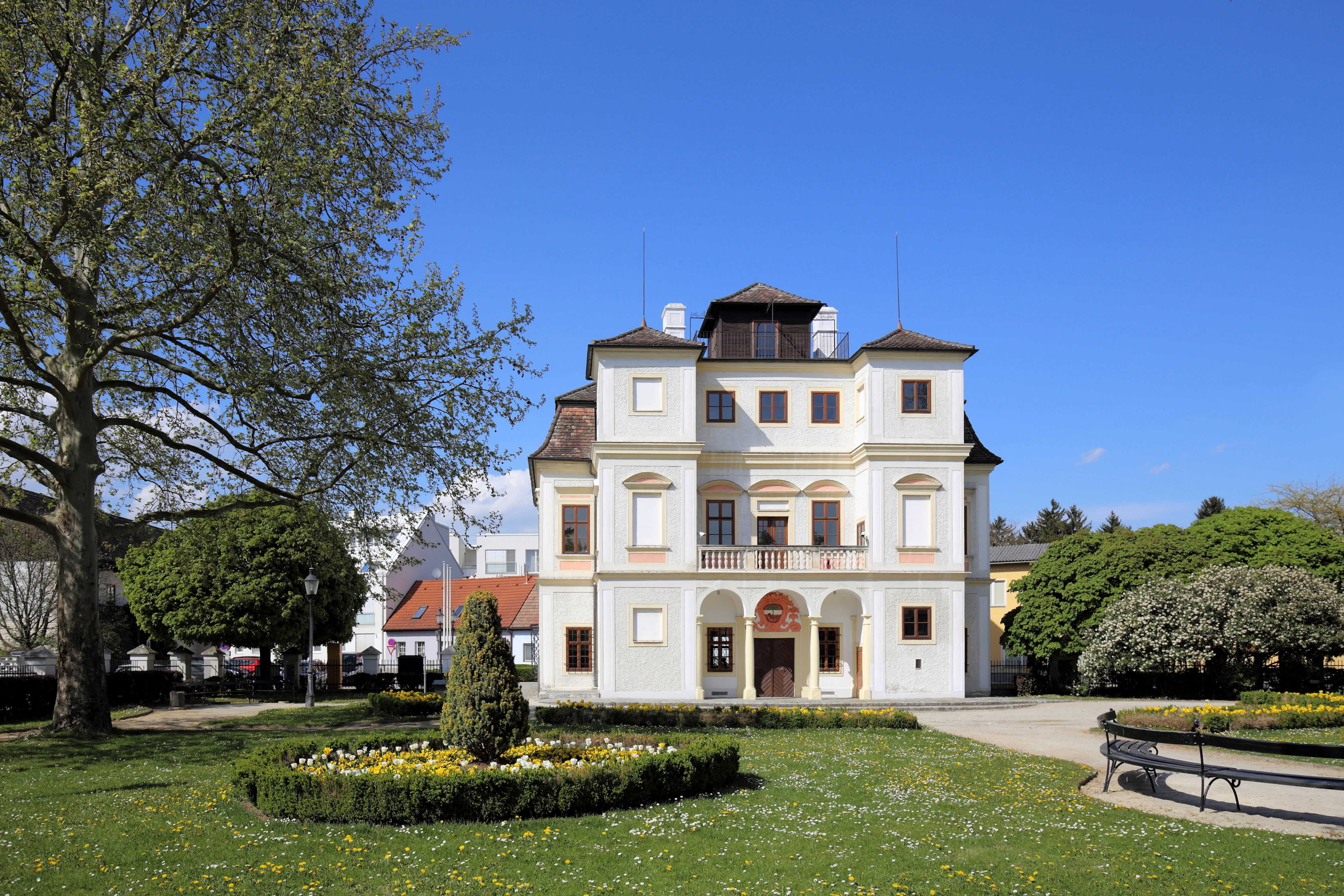
Kulturzentrum Belvedereschlössl

### Bauwerke

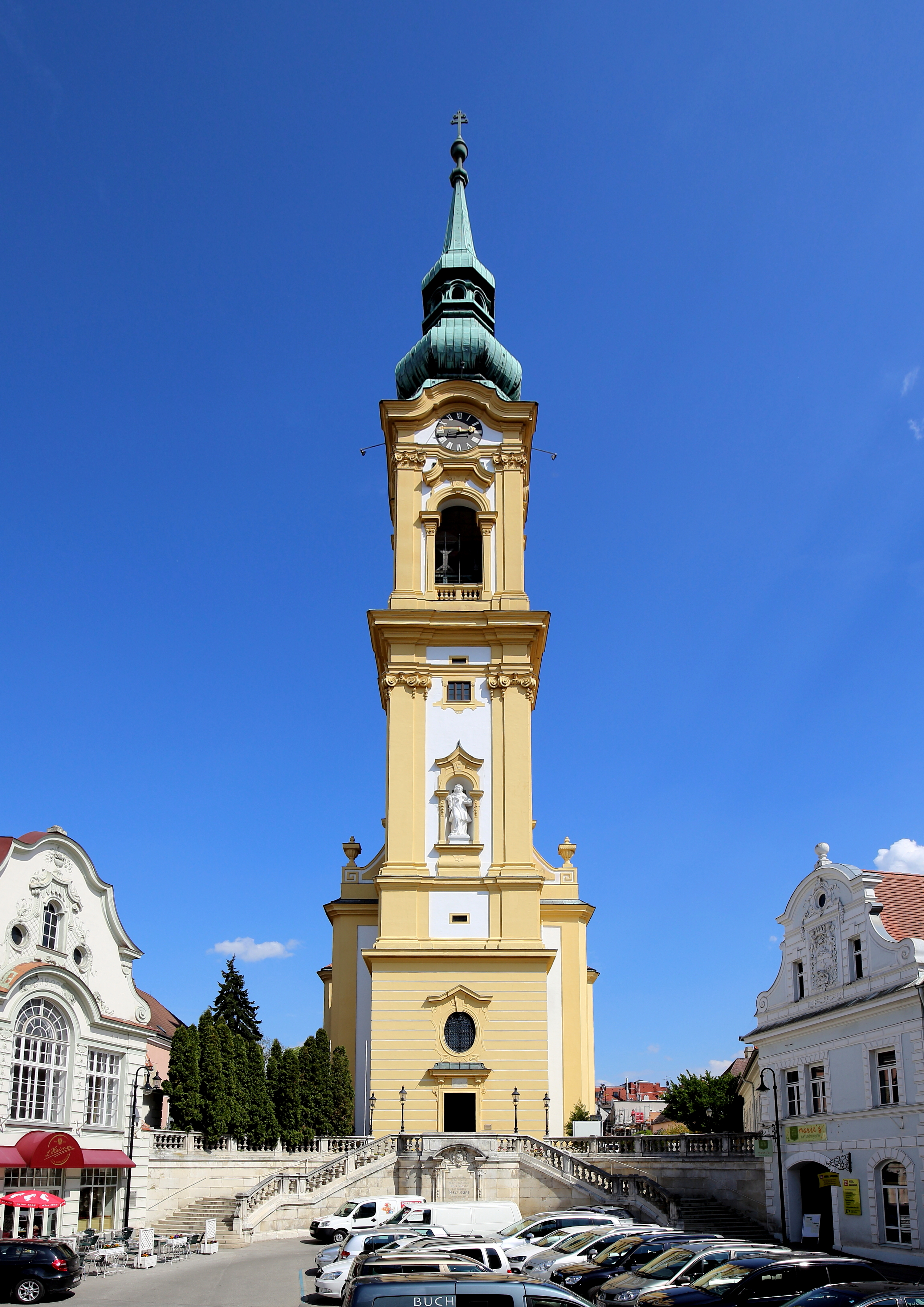
Pfarrkirche Stockerau

Folgende Bauwerke von Stockerau sind besonders hervorzuheben:
- die dem heiligen Stefan geweihte barocke Stadtpfarrkirche mit dem mit 88 m höchsten Kirchturm Niederösterreichs
- das Rathaus, das in den Jahren 1738 bis 1740 erbaut wurde
- die Lutherkirche: vormals Synagoge, der in der NS-Zeit ein Glockenturm aufgesetzt wurde

### Theater, Museen
- Lenautheater: In Stockerau zeigt in ganzjährigem Spielbetrieb Theater, Musik und Kabarettaufführungen. Künstlerischer Leiter ist Richard Maynau.
- Festspiele Stockerau: In den Sommermonaten Juli und August finden die Stockerauer Festspiele auf dem Platz vor der Stadtpfarrkirche statt.

In Stockerau gibt es zwei Museen:
- das Bezirksmuseum im Kulturzentrum Belvedereschlössl
- das Siegfried-Marcus-Automobilmuseum[12]

### Naturdenkmäler, Parks
Die Stockerauer Au ist seit 1994 Naturschutzgebiet. Sie ist eine der letzten großen zusammenhängenden Auen Mitteleuropas. Die Stockerauer Au wird von einem sogenannten Gießgang bewässert. Dieser Gießgang ist ein künstlich geschaffener Fluss, der im Zusammenhang mit der Errichtung des Donaukraftwerkes Greifenstein im Jahr 1984 fertiggestellt wurde. Durch das Bewässerungssystem sind viele neue Wasserlebensräume wie Feuchtwiesen und Teiche entstanden.
Parks
- Stadtpark im Zentrum von Stockerau
- Marienhöhe, Grüngebiet am nordwestlichen Stadtrand
- Schaumannpark
- Ernst Körner Platz

### Sport
In Stockerau befindet sich ein großes Erholungszentrum mit Freibad, Hallenbad und Kunsteislaufplatz. Darüber hinaus bietet die nahe gelegene Au Erholung sowie weitere Sport- und Freizeitmöglichkeiten. Außerdem befindet sich in Stockerau das Sportzentrum Alte Au, bestehend aus einem Fußballstadion, einer Sporthalle und einer Mehrzweckhalle (Millenniumshalle, eröffnet 1999). Das Stadion Alte Au ist Heimstätte des Fußballvereins SV Stockerau, der vor allem in den frühen 1990er Jahren als Zweitligist mit dem ÖFB-Cupsieg gegen den SK Rapid Wien, der Teilnahme am Supercupendspiel gegen FK Austria Wien und den knappen Niederlagen im Europacup der Cupsieger gegen Tottenham Hotspur für Furore sorgte.
Außerdem besitzt Stockerau eine hervorragende Handballmannschaft, den UHC Stockerau.
Speziell hervorzuheben ist das Leistungszentrum für Judo und Tischtennis. Das Tischtenniszentrum ist auch immer wieder Schauplatz der Trainings der österreichischen Nationalmannschaft. Hier spielt auch der österreichische Topverein UTTC Stockerau.
Des Weiteren befindet sich ca. drei Kilometer nördlich von Stockerau ein Sportflugplatz.

## Wirtschaft und Infrastruktur

### Ansässige Unternehmen

Jos. Stefsky Posamentir- und Schnürwaren-Fabrik in Stockerau (um 1898)

Folgende international agierende Unternehmen stammen aus Stockerau bzw. haben dort ihren Firmensitz:
- P. Max, Möbelhersteller und Möbelhäuser
- J. u. A. Frischeis, Großhändler für Holz und Holzwerkstoffe
- Xylem Water Solutions Austria GmbH (vormals Vogel Pumpen), Hersteller von Pumpen
- MOLL-MOTOR, Großhändler und Hersteller von Antriebstechnik, z. B. Elektromotoren
- Jos. Stefsky – Posamentier- und Schnürwaren-Fabrik

Die Feuerbestattung Danubia GmbH betreibt in Stockerau seit 2018 eines von derzeit (Stand 2021) 17 aktiven Krematorien in Österreich.
Ehemals bedeutende Unternehmen:
- Isover Austria (vormals TEL-Mineralwolle), Dämmstoffprodukte, gehört (Stand 2024) zur Saint-Gobain Austria GmbH mit Sitz in Bad Aussee
- M-U-T Maschinen-Umwelttechnik-Transportanlagen GmbH, 2023 Verlagerung der Fahrzeugsparte zu Steyr Automotive

### Verkehr
Stockerau liegt direkt an der Autobahn A22 sowie an der Nordwestbahn und verfügt somit über gute Verkehrsanbindungen. Die S-Bahn-Linie S3 verbindet Stockerau mit Wien, Wiener Neustadt und Hollabrunn; zusätzlich verkehren Regionalzüge Richtung Wien, Retz und Absdorf-Hippersdorf.
Ebenso betreibt der FSV2000, Flugsportverein Stockerau, am nördlichen Stadtrand einen Flugplatz, der das Anfliegen mit Privatmaschinen erlaubt.

### Energiewirtschaft
Die Weinviertler Energie GmbH & Co KEG betreibt einen Windpark mit 4 Windenergieanlagen. Bei einer Gesamtleistung von 2,4 MW werden jährlich 3,5 Millionen kWh elektrischer Strom produziert.
Das Kraftwerk Greifenstein in der Donau erzeugt mit einer Engpassleistung von 293 MW jährlich 1.717,3 GWh Strom. Betreiber ist die VERBUND Hydro Power AG, eine Tochter der Verbund AG.

### Bildung
- Josef-Wondrak Volksschule
- Volksschule West
- NNÖ Informatik-Mittelschule
- Neue NÖ Kreativ-Mittelschule

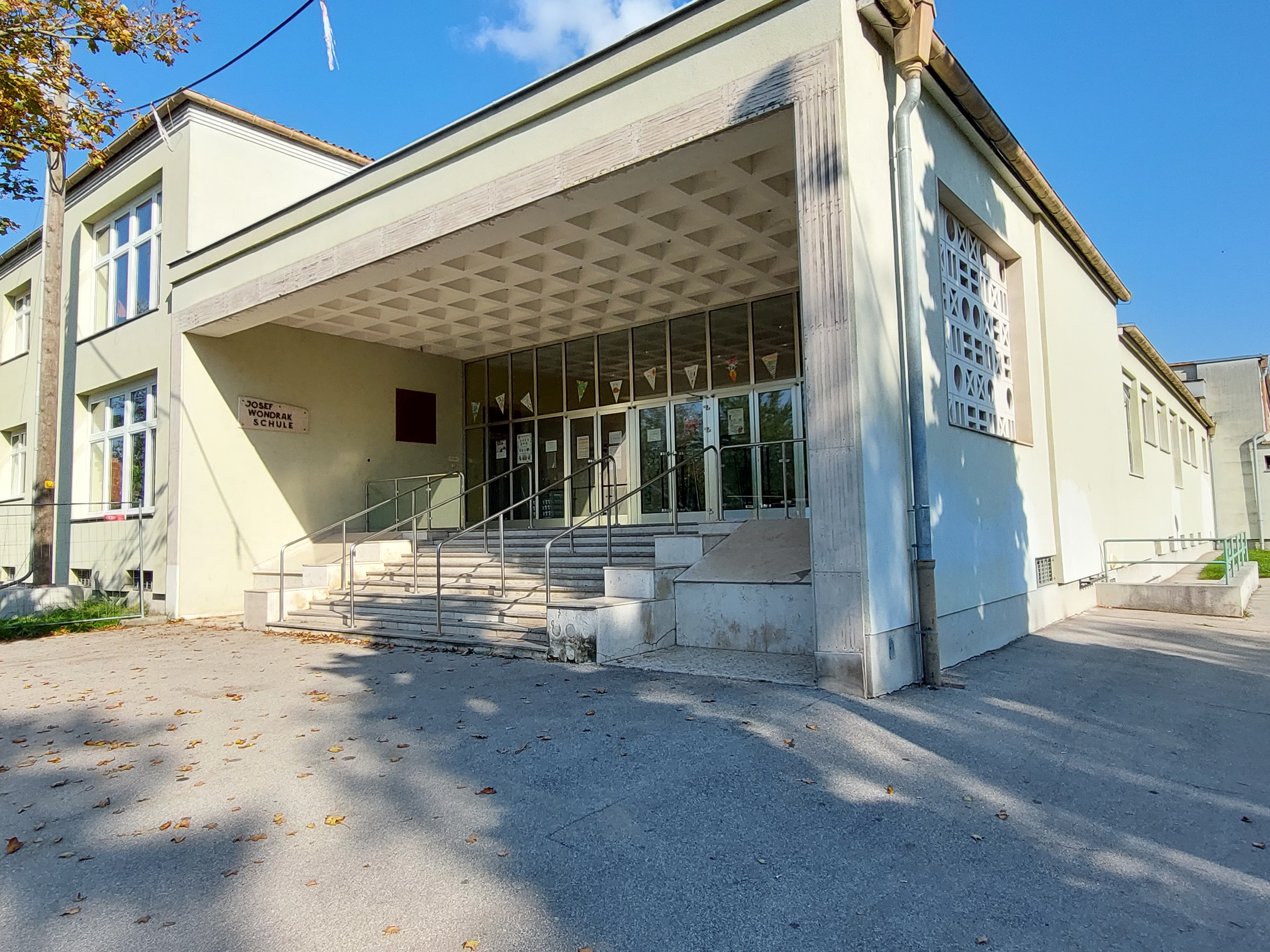
Die Volksschule Josef-Wondrak

- Bundesgymnasium und Bundesrealgymnasium
- Bundeshandelsschule und Aufbaulehrgang HAK
- Polytechnische Schule
- Allgemeine Sonderschule
- Landesberufsschulen für Elektrotechnik, Kfz-Mechaniker und Kfz-Elektriker
- Fachschule für Sozialberufe
- Schule für allgemeine Gesundheits- und Krankenpflege

### Gesundheit
- Landesklinikum Stockerau
- Pflegeheim der Stadtgemeinde Stockerau

### Militär

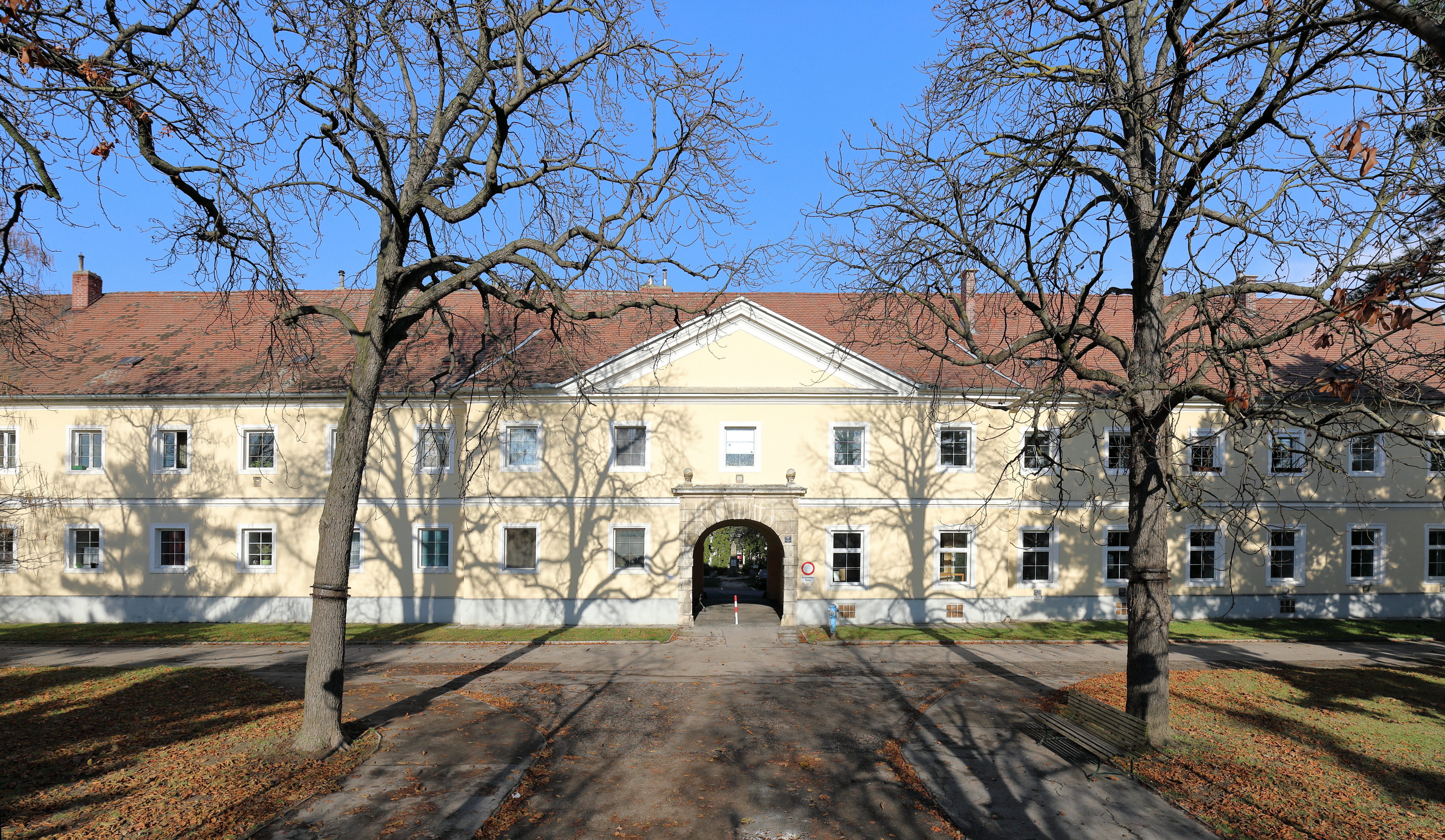
Die ehemalige Kavallerie-Kaserne und jetziger Niembsch-Hof

- Landwehrkaserne I (erbaut 1886 in der Schaumanngasse)
- Prinz-Eugen-Kaserne (erbaut 1898 von Max Kropf als Landwehr-Kavalleriekaserne II, 1937 in Prinz Eugen-Kaserne umbenannt; derzeit mit einem Lager der AFDRU und zivilen Wohneinheiten genutzt).
- Kavallerie-Kaserne (erbaut 1721, militärisch stillgelegt 1955; heute als größter Gemeindebau Stockeraus genutzt und als Niembsch-Hof bezeichnet)

## Politik

### Gemeinderat
Der Gemeinderat hat 37 Mitglieder.
- Mit den Gemeinderatswahlen in Niederösterreich 1990 hatte der Gemeinderat folgende Verteilung: 23 SPÖ, 10 ÖVP, 2 FPÖ, und 2 Grüne.
- Mit den Gemeinderatswahlen in Niederösterreich 1995 hatte der Gemeinderat folgende Verteilung: 22 SPÖ, 9 ÖVP, 4 FPÖ, 1 Grüne, und 1 LIF.[13]
- Mit den Gemeinderatswahlen in Niederösterreich 2000 hatte der Gemeinderat folgende Verteilung: 22 SPÖ, 9 ÖVP, 4 FPÖ, und 2 Grüne.[14]
- Mit den Gemeinderatswahlen in Niederösterreich 2005 hatte der Gemeinderat folgende Verteilung: 21 SPÖ, 10 ÖVP, 3 FPÖ, und 3 Grüne.[15]
- Mit den Gemeinderatswahlen in Niederösterreich 2010 hatte der Gemeinderat folgende Verteilung: 18 SPÖ, 12 ÖVP, 4 FPÖ, und 3 Grüne.[16]
- Mit den Gemeinderatswahlen in Niederösterreich 2015 hatte der Gemeinderat folgende Verteilung: 17 SPÖ, 12 ÖVP, 4 FPÖ, 3 Grüne, und 1 NEOS.[17]
- Mit der Gemeinderatswahl am 24. März 2019 hat der Gemeinderat folgende Verteilung: 18 ÖVP, 11 SPÖ, 5 Grüne, und 3 FPÖ.[18]
- Mit den Gemeinderatswahlen in Niederösterreich 2025 hatte der Gemeinderat folgende Verteilung: 15 ÖVP, 8 SPÖ, 6 FPÖ, 6 Grüne, 1 UBS (Unabhängige Bürgerliste Stockerau) und 1 NEOS.[19]

### Bürgermeister
- 1859 Johann Kaspar Gottfried Sieben
- 1893–1908 Julius Schaumann[20]
- 1908–1912 Josef Weineck
- 1912–1914 Wenzel Kreuz
- 1919–1927 Eduard Rösch (SDAPDÖ)
- 1927–1933 Josef Wolfik
- 1933–1938 Johann Schidla
- 1938–1945 Heinrich Mayrl
- 1945–1970 Josef Wondrak (SPÖ)
- 1970–1979 Franz Blabolil (SPÖ)
- 1979–2006 Leopold Richentzky
- 2006–2018 Helmut Laab (SPÖ)
- seit 2019 Andrea Völkl (ÖVP)

Im Oktober 2018 kündigte Bürgermeister Helmut Laab (SPÖ) seinen Rücktritt mit 30. November 2018 an. Als Nachfolgerin wurde Gabriele Frithum (SPÖ) designiert. Nach Mandatsniederlegungen seitens ÖVP und FPÖ wurden Neuwahlen erforderlich. Nachdem dadurch weniger als zwei Drittel der Gemeinderatsmandate besetzt waren, löste die niederösterreichische Landesregierung den Gemeinderat im Dezember 2018 auf. Als Wahltermin wurde der 24. März 2019 festgelegt. Bis zur Wahl wurde zur Ausübung der Geschäfte des Gemeindevorstandes ein Beirat bestellt, bestehend aus allen bisher im Stadtrat vertretenen Wahlparteien. Interimistisch übernahm Stadtrat Othmar Holzer (SPÖ) die Funktion des Bürgermeisters. Bei der Wahl am 24. März 2019 wurde die ÖVP erstmals seit 1945 stimmenstärkste Partei. Spitzenkandidatin der ÖVP war Andrea Völkl, die im Rahmen der konstituierenden Sitzung des Gemeinderates am 29. April 2019 zur Bürgermeisterin gewählt wurde.

### Wappen
Am 6. Juni 1514 verlieh Kaiser Maximilian I. Stockerau folgendes Wappen: Österreichischer Bindenschild, in dessen unterem roten Feld ein Baumstock in Gold ist, der zum Teil in die weiße Binde hineinreicht und aus dem eine Wurzel bis in das obere Feld reicht, die eine grüne Baumkrone trägt.
Der Baumstock weist auf die ursprüngliche Lage in einer Au und die Rodungen hin. Der aufstrebende Baum steht für die erfolgreiche Siedlung.

### Partnerstädte
Stockerau pflegt Kontakte zu drei Partnerstädten:
- Andernach am Rhein (Deutschland), seit 1983
- Baranowitschi (Belarus), seit 1989 (Die Partnerschaft wurde ab 14. April 2022 „ausgesetzt“. Hintergrund ist die Unterstützung des Ukraine-Krieges durch die belarussische Regierung.)
- Mosonmagyaróvár (Ungarn), seit 1996

## Persönlichkeiten
Ehrenbürger der Gemeinde
- Alfred Ritter von Arneth (1819–1897), Historiker und Politiker
- Alois Czedik von Bründelsberg und Eysenberg (1830–1924), Offizier, Lehrer, Beamter, Eisenbahndirektor, Politiker und Reichsratsabgeordneter
- Josef Ecker
- Johann Fuchs
- Rudolf Furtmüller
- Franz Jonas (1899–1974), Staatsmann und Politiker, Bundespräsident
- Erich Graf Kielmansegg (1847–1923), Beamter und Politiker der österreichisch-ungarischen Monarchie
- Josef Manhart
- Karl Renner (1870–1950), Politiker (SDAP/SPÖ) und Jurist, Bundespräsident
- Leopold Richentzky, Bürgermeister von 1979 bis 2006
- Julius Schaumann
- Anton Ritter von Schmerling (1805–1893), Politiker und Jurist
- Guido Freiherr von Sommaruga
- Maximilian Stögermeyer
- Ignaz Weineck
- Heinrich Widmann, Garnisonskommandant
- Josef Wondrak (1893–1982), Politiker (SPÖ) und Krankenkassenbeamter, Bürgermeister von 1945 bis 1970

Söhne und Töchter der Gemeinde
- Johann Ranzoni (1799–1869), Mitglied der Frankfurter Nationalversammlung
- Wilhelm Seib (1854–1924), Bildhauer, Maler und Architekt
- Gottfried Sieben (1856–1918), Maler, Schriftsteller und Illustrator
- Jakob Wohlschläger (1869–1934), Architekt und Politiker
- Alois Müller (1890–1969), Fußballspieler
- Walter Till (1894–1963), Koptologe und Hochschullehrer
- Edmund Hainisch (1895–1985), Buchhändler und Politiker
- Carl Felkel (1896–1980), Maler
- Franz Koci (1899–1966), Politiker
- Rudolf Hirsch (1903–1984), Schuhmachermeister und Politiker
- Ernst Jirgal (1905–1956), Lehrer und Schriftsteller
- Otto Zeiller (1913–1988), Maler und Grafiker
- Franz Blabolil (1920–1992), Politiker
- Ernst Herbeck (1920–1991), Dichter
- Eduard Neuwirth (1922–1997), Fußballspieler und -trainer
- Emil Breisach (1923–2015), Schriftsteller und Kulturmanager
- Adi Holzer (* 1936), Maler, Glasmaler, Grafiker, Bildhauer
- Manfred Srb (1941–2022), Politiker und Sozialarbeiter
- Engelbert Washietl (1941–2022), Journalist, Chefredakteur der Salzburger Nachrichten
- Ewald Wagner (* 1941), Politiker (SPÖ)
- Rudolf Maria Brandl (1943–2018), Musikwissenschaftler und Komponist
- Horst Brinkmeier (* 1943), fünfmaliger deutscher Meister im Boxen (Weltergewicht)
- Johann Culik (* 1946), Militärkommandant von Niederösterreich
- Martha Griebler (1948–2006), bildende Künstlerin
- Johann Gutmann (1948–2011), Ingenieur und Pilot
- Gerda Winklbauer (* 1955), Judoka
- Wolfgang Katzian (* 1956), Gewerkschafter
- Karl Ritter (* 1959), Musiker und Komponist
- Thomas Lang (* 1967), Schlagzeuger
- Martin Genahl (* 1968), Schriftsteller und Komponist
- Josef Pröll (* 1968), Politiker (ÖVP)
- Günter Kraft (* 1972), Maschinenschlosser und Politiker
- Roman Zehetmayer (* 1973), Historiker und Archivar
- Johannes Grenzfurthner (* 1975), Pionier der digitalen Künste
- Thomas Weinhappel (* 1980), Opernsänger
- Daniela Kix (* 1984), Tennisspielerin
- Manuela Zinsberger (* 1995), Fußballtorhüterin
- Martin Moormann (* 2001), Fußballspieler